# Axat

Axat este o comună în departamentul Aude din sudul Franței. În 1 ianuarie 2022 avea o populație de 482 de locuitori.